# Prameniště Blatovského potoka
Prameniště Blatovského potoka je přírodní památka na území Prahy. Nachází se na východním okraji města v západní části Klánovického lesa. Přírodní památkou byla oblast vyhlášena v roce 2009 za účelem ochrany pramenné oblasti Blatovského potoka, kde se nachází porosty rašeliníků s mnohými druhy hub a bezobratlých živočichů. Rozloha přírodní památky je asi pět hektarů a kolem prameniště vede modře značená turistická trasa číslo 1003 z Uhříněvsi do Klánovic.

## Historie
V komplexu Klánovického lesa byly vyhlášeny přírodní rezervace Klánovický les v roce 1982 a Cyrilov v roce 1988. Hlavním předmětem ochrany jsou podmáčené březinové rašeliny a lesní biotopy, které se nejvíce vyskytují právě v přírodní památce Prameniště Blatovského potoka, která byla ale vyhlášena až nařízením Rady Hlavního města Praha 1. října 2009.
V letech 2005–2006 byla v centrální části území Prameniště Blatovského potoka (oficiálně vyhlášeno až 2009) prováděna ochranářsky nevhodná těžba holosečí těžkou technikou, která narušila půdní povrch a pokryla ho odštěpky. Poničená rašelinná vegetace byla nahrazena hlavně trsy sítin (Juncus) a ostřic (Carex). Při vyhlášení chráněného území se předpokládalo obnovení cenných rašelinných společenstev, ale kvůli hustému porostu olše lepkavé (Alnus glutinosa) zde byly porosty rašeliníku částečně potlačeny. Na ploše zarůstající louky bylo prováděno dílčí sečení za účelem prosvětlení, luční společenstva se ale výrazněji neobnovila, hlavně kvůli rozrytí půdy divokými prasaty (Sus scrofa).

## Přírodní poměry

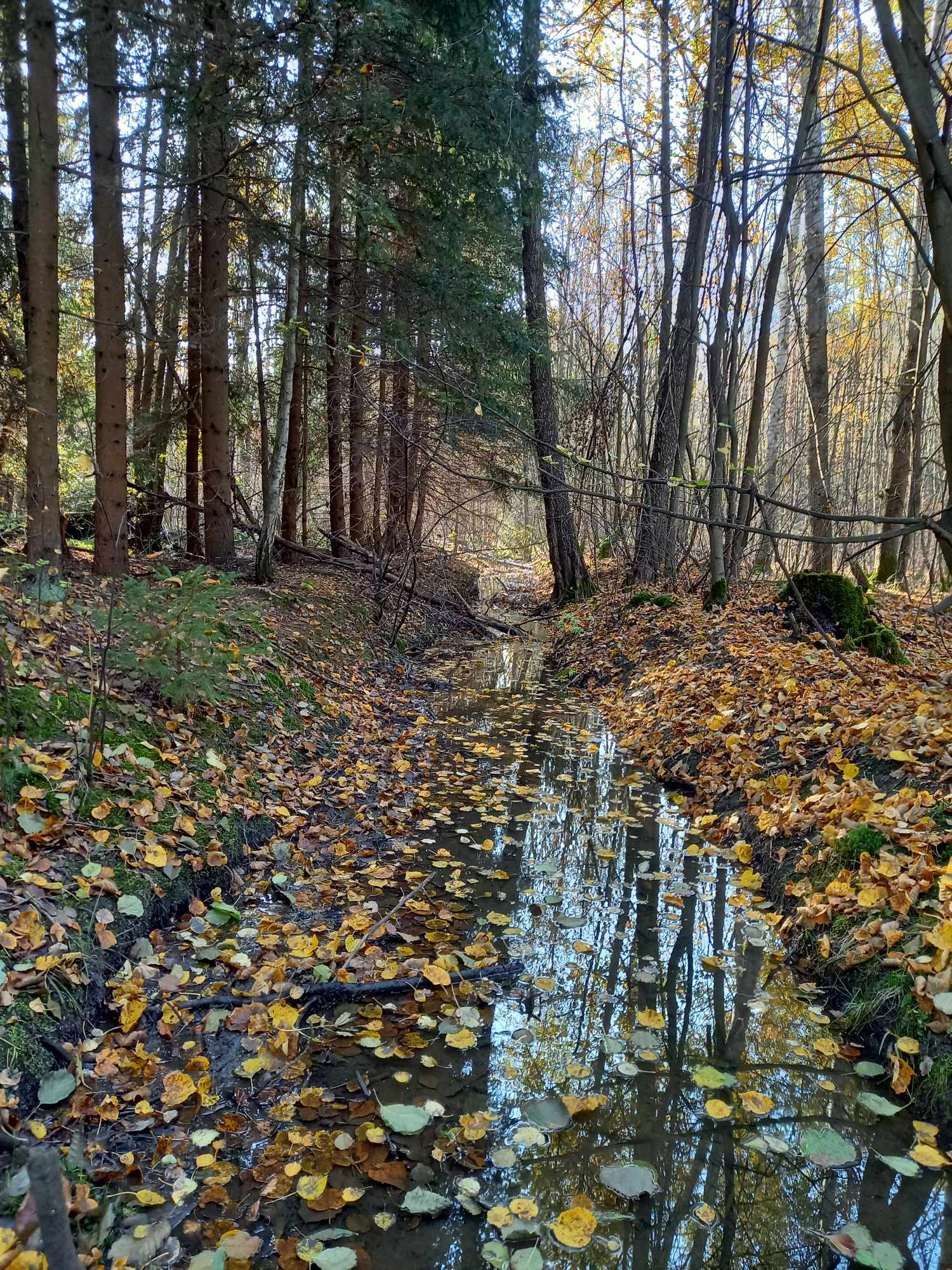
Blatovský potok

Prameniště Blatovského potoka se nachází v západní části Klánovického lesa. Území má plochý reliéf a leží severně od železniční trati Praha – Česká Třebová. Okolní les je smíšený s převahou listnatých stromů a občasnými ostrůvky jehličnatých dřevin. Les je málo zarostlý křovinami, takže pod stromy je mnoho volného prostoru. Na některých místech jsou ponechány padlé trouchnivějící stromy a pařezy, na kterých roste mnoho mechů, lišejníků a hub. Pouze u pravostranného přítoku jsou zbytky lučních společenstev.
Lesem vede mnoho nezpevněných cest, a od severovýchodu na jihozápad jím protéká Blatovský potok, přibližně ve středu chráněného území se k němu připojuje pravostranný přítok. Ve vidlici soutoků se nachází největší rašeliniště.
Díky poloze uvnitř rozlehlého lesního komplexu se zde zachovala v rámci středních Čech ojedinělá oligotrofní rašelinná březina s bohatými porosty rašeliníků, na něž je vázán výskyt vzácných druhů bezobratlých živočichů a hub. Chráněné území je tak svou polohou izolováno od eutrofizované a synantropizované krajiny okolo.

### Abiotické poměry
Vrstva hrubozrnných pískovců, která tvoří podloží oblasti prameniště, pochází z takzvané České křídové tabule a mísí se zde s břidlicí Barrandienu z období ordoviku. Tyto horniny mají nízký obsah minerálů, což přispělo ke vzniku mělkých, kyselých půd. Kvůli malé tloušťce propustných pískovců uložených na téměř zcela nepropustné vrstvě břidlic se zde podzemní voda zadržuje a vystupuje až k povrchu.
V geomorfologickém členění ČR je území součástí celku Středolabská tabule, podcelku Českobrodská tabule a okrsku Čakovická tabule. Půdními typy jsou fluvická černice v severní části území přírodní památky, a modální kambizem v jižní části.

### Fauna

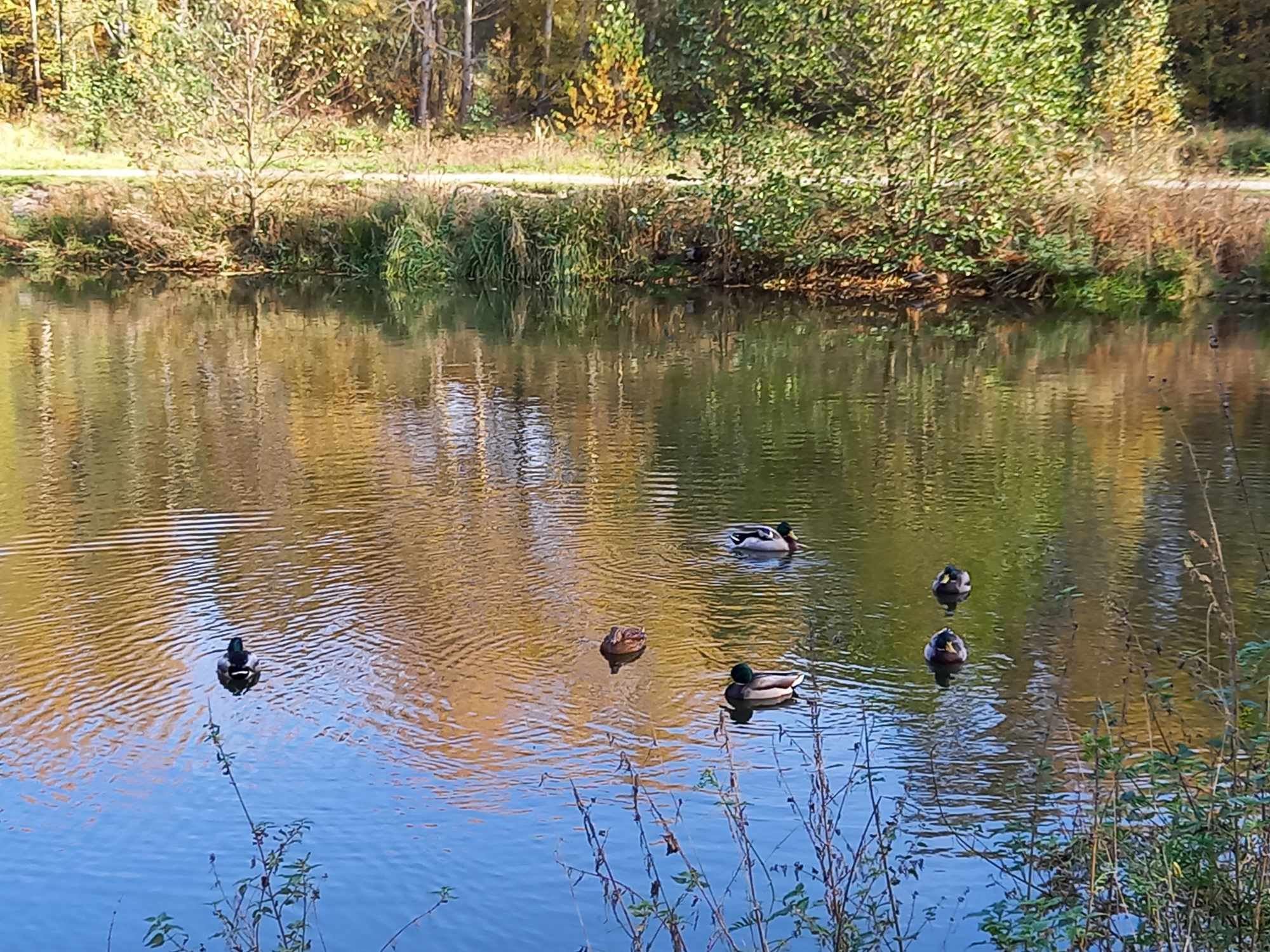
Kachny u Prameniště Blatovského potoka

Na chráněném území je významný hlavně výskyt vzácných druhů pavouků vázaných životem na rašeliniště. Pouze zde byli na celém území Čech nalezeni vzácní slíďáci (Hygrolycosa rubrofasciata a Pirata uliginosus) a plachetnatky (Saaristoa abnormit). Na zrašelinělé pasece byl zaznamenán i vzácný paslíďák (Pardosa) a punčoškář zemní (Atypus piceus). Kromě pavouků se zde dají najít i různé druhy hmyzu, například čmelák zemní (Bombus terrestris) nebo mravenci rodu Formica. Bylo pozorováno také mnoho obojživelníků (skokan štíhlý Rana dalmatina) a plazů (slepýš křehký Anguis fragilis, ještěrka obecná Lacerta agilis). V oblasti se také údajně vyskytují chráněné druhy saproxylyckých (tj. vázaných na mrtvé dřevo) brouků jako roháč obecný (Lucanus cervus), roháček kozlík (Dorcus parallelipipedus) a tesařík (Cerambyx).
Další chránění živočichové se vyskytují v oblasti Klánovického lesa, takže je jejich výskyt možný i u Prameniště Blatovského potoka. Jsou to hlavně ptáci, kteří se pohybují na větším území (například krahujec obecný Accipiter nisus, krkavec velký Corvus corax, kachna divoká Anas platyrhynchos či kulíšek nejmenší Glaucidium passerinum) a savci jako veverka obecná (Sciurus vulgaris). Vcelku hojně se tam vyskytuje i nechráněné prase divoké.

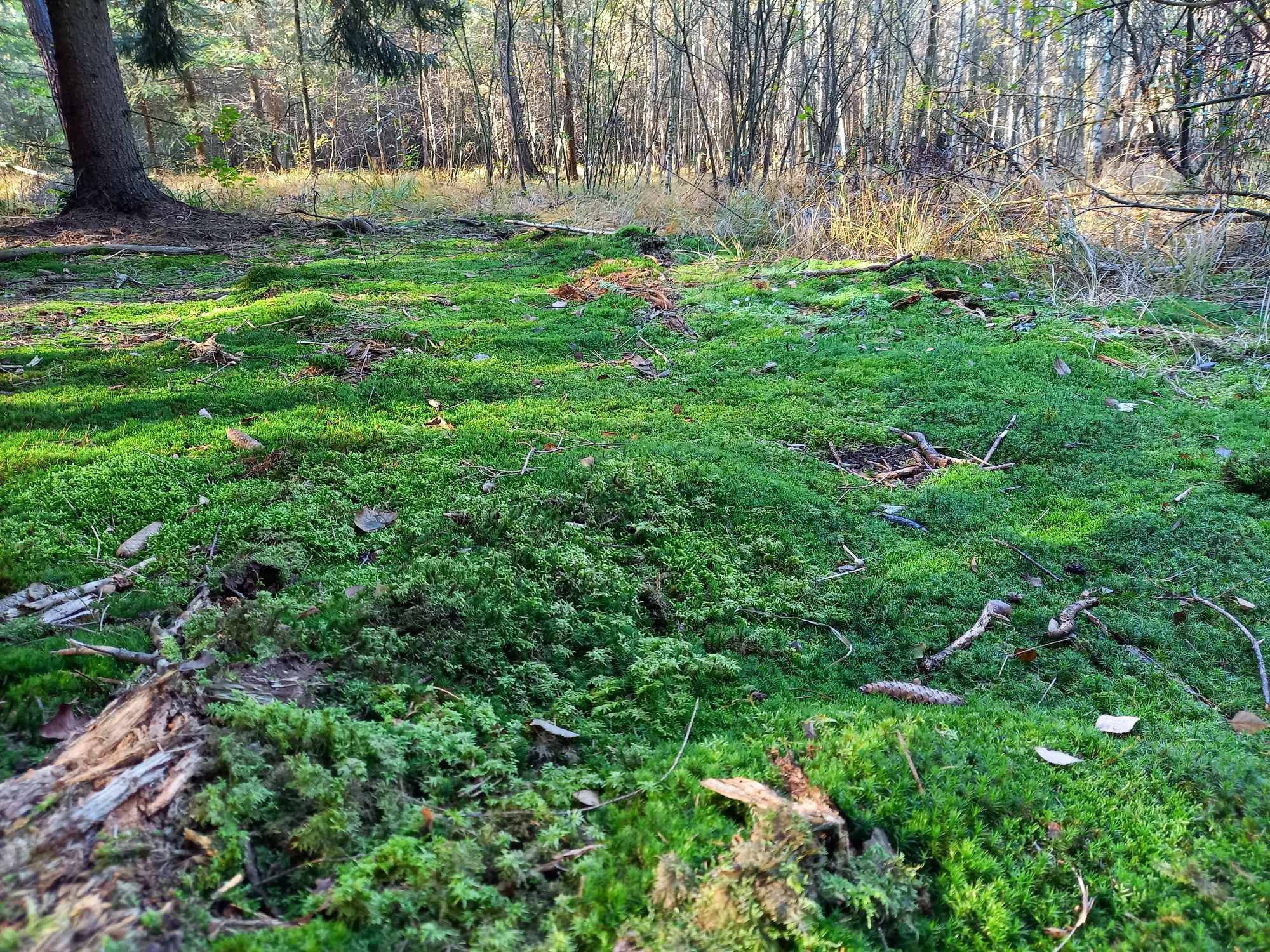
Rašeliniště

### Flora

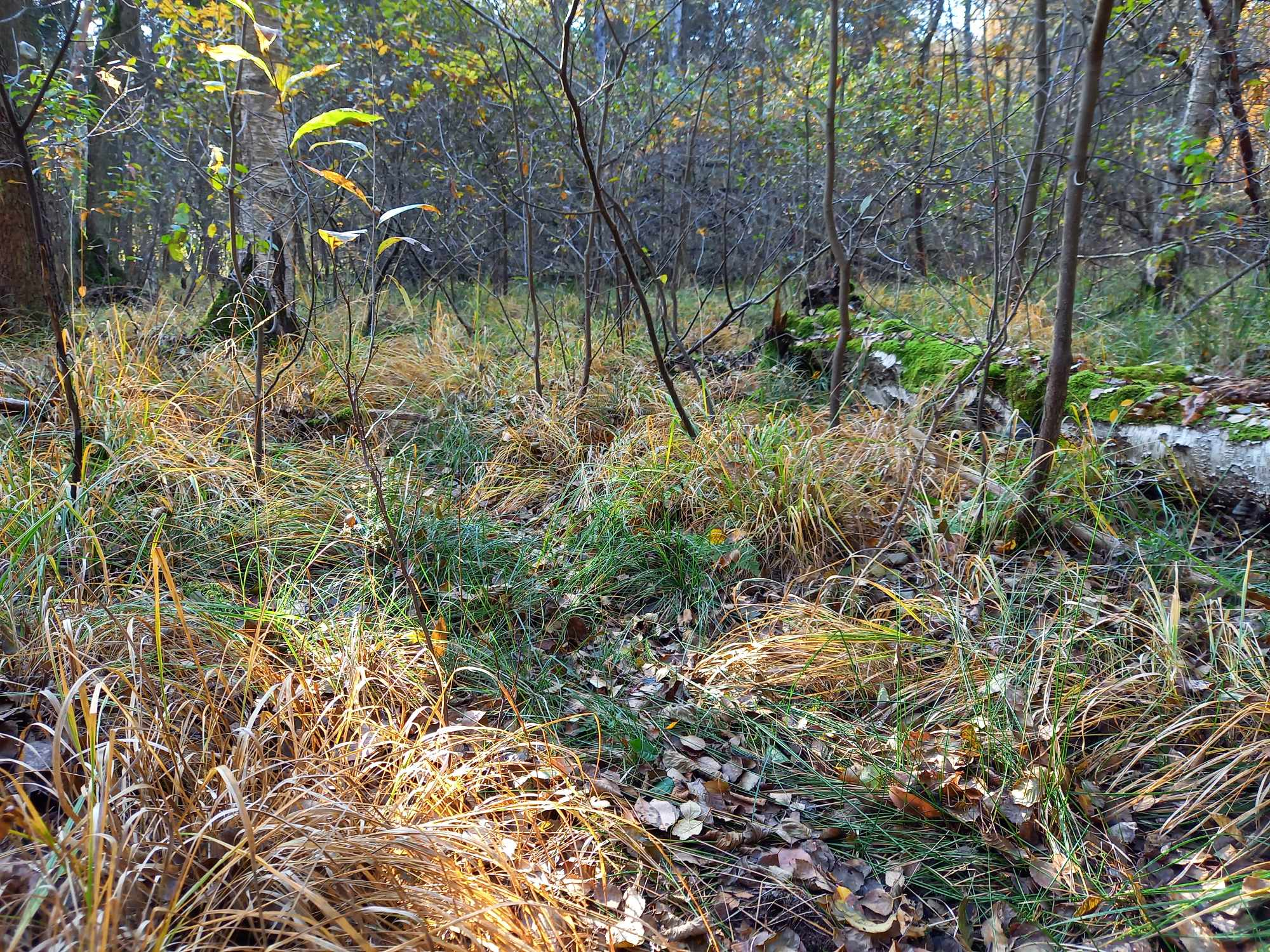
Porosty ostřic

Charakteristickým rysem celého zdejšího biotopu jsou souvislé porosty několika druhů rašeliníků. Z ostatní flory se zde vyskytují pro Českou republiku již vzácné druhy, jako violka bahenní (Viola palustris), smldník bahenní (Peucedanum palustre), kozlík dvoudomý (Valeriana dioica), mochna nátržník (Potentilla erecta) nebo suchopýr úzkolistý (Eriophorum angustifolium).
Přírodní památka je z většiny lesním pozemkem, pouze na pravé straně Blatovského potoka se nacházejí pozůstatky lučních společenstev. Mezi chráněné ekosystémy patří vegetace vysokých ostřic (ostřice trsnatá Carex cespitosa, ostřice pobřežní Carex riparia), mokřadní olšiny, rašelinné březiny či vlhké acidofilní doubravy. Vzhledem k silnému podmáčení zde však bylo lesnické hospodaření značně omezeno. Stromy nepůvodní a nevhodné pro stanoviště (smrk ztepilý Picea abies, borovice lesní Pinus sylvestris, borovice vejmutovka Pinus strobus, modřín opadavý Larix decidua, dub červený Quercus rubra) se udržují pouze v sušších okrajových partiích a je snaha je plně odstranit. Na většině plochy jsou přítomny pouze druhy dřevin stanovištně odpovídající podmáčeným půdám (bříza pýřitá Betula pubescens, bříza bělokorá Betula pendula, olše lepkavá Alnus glutinosa, olše šedá Alnus incana, krušina olšová Frangula alnus, topol osika Populus tremula, jasan ztepilý Fraxinus excelsior, dub letní Quercus robur, lípa srdčitá Tilia cordata, jeřáb obecný Sorbus aucuparia).

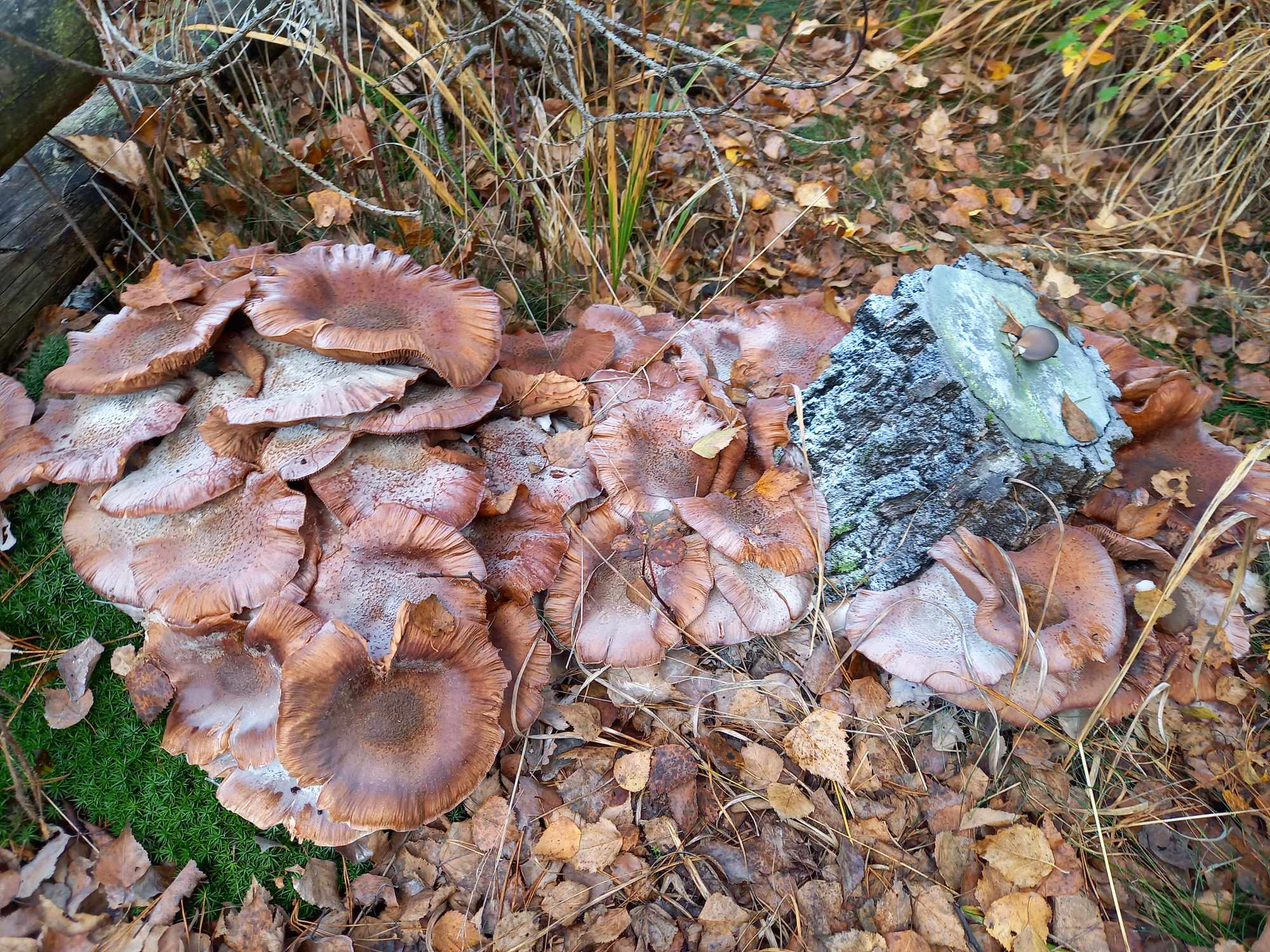
Líha (Lyophyllum)

Na západní straně území roste několik velkých dubů, které jsou důležitým biotopem pralesního xylofágního hmyzu. 
Kromě rostlin se zde vyskytuje mnoho druhů hub, jako jsou holubinky (Russula helodes, Russula sphagnophila), kozák bílý (Leccinum holopus), kozák šedozelený, líha páchnoucí (Lyophyllum rancidum) nebo hřib borový (Boletus pinophilus) a mnoho dalších druhů.

## Ochrana přírody
Hlavním předmětem ochrany je zachování současného stavu území. Mezi hlavní problémy patří přítomnost nepůvodních druhů dřevin, které je nutné odstraňovat způsobem šetrným pro zbytek porostu. Dalším problémem je v posledních letech zvyšující se výskyt divokých prasat, která rytím v zemi narušují půdní povrch a ničí tím přirozené prostředí hlavně pro houby, které se v chráněném území vyskytují.
Oblast je hojně rekreačně navštěvovaná turisty, pejskaři a houbaři. Lidská neohleduplná činnost může vést ke znečištění odpadky nebo k trhání vzácných chráněných druhů hub.

### Plán péče

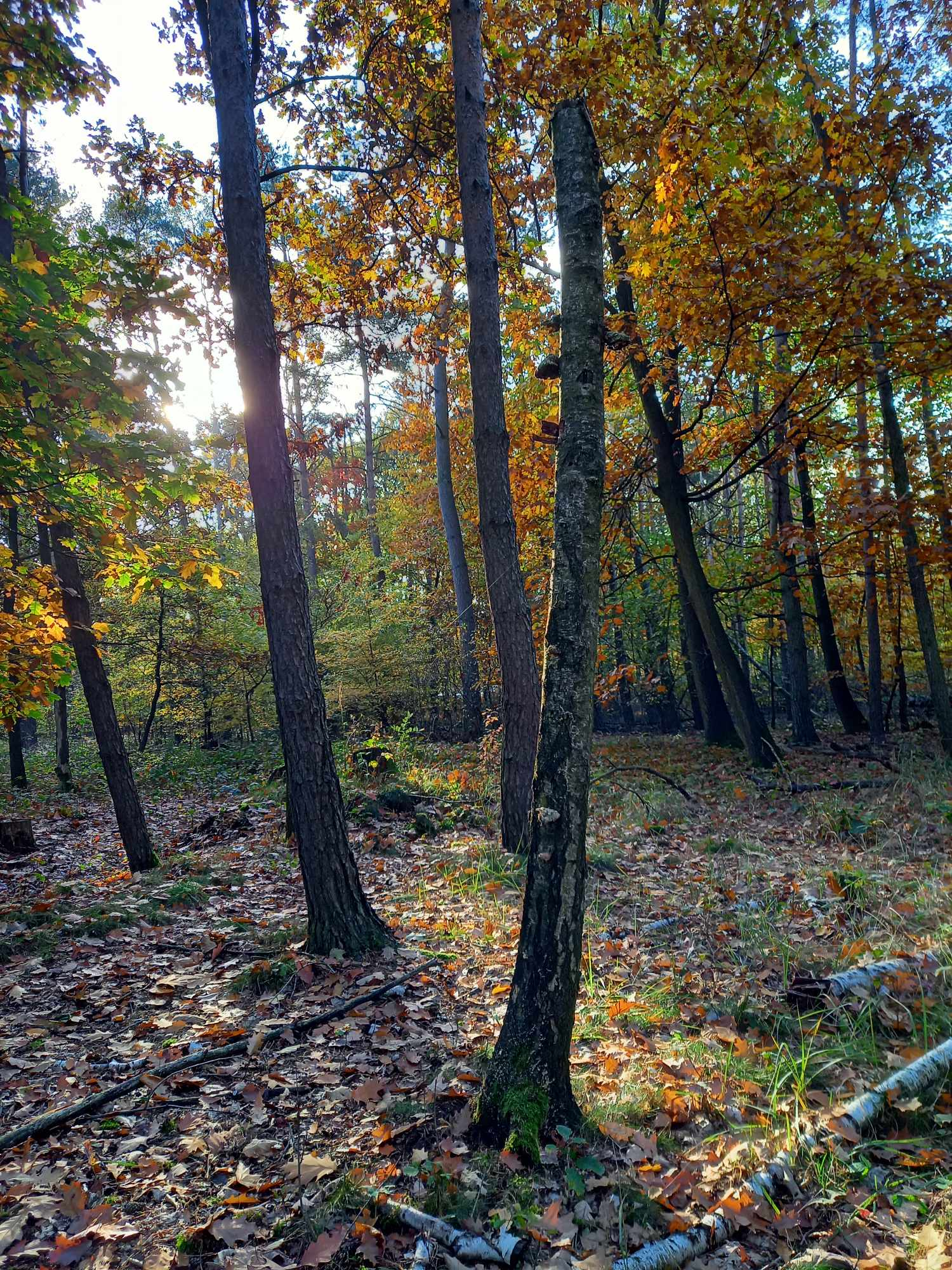
Původní dřeviny

Nejvhodnější způsob hospodaření je nechat území přirozenému řízenému vývoji, tedy neprovádění žádných lesnických zásahů (těžení, nová setba) kromě vytěžení cizorodých dřevin (smrku ztepilého, borovice lesní, borovice vejmutovky, modřínu opadavého a dubu červeného) z okrajů území. Přitom se musí postupovat s minimem použití těžké techniky a těžba musí být výběrová (provádět za zámrazu lehkou technikou, nejlépe koňmi). Pokud by rašeliniště začalo příliš zarůstat stromy, bylo by nutno přijmout opatření k obnově původní prosvětlenosti. Staré stromy budou přirozeně ponechány na dožití jako nositelé biodiversity a pro udržení správných podmínek pro růst hub, které jsou klíčovou složkou tohoto chráněného území. Vybrané množství jednotlivých stromů, výstavků nebo starších stromů na okraji porostů či lesních stěn také tvoří důležitý životní prostor pro různé druhy bezobratlých, a ořezy s dutinami jsou pak vhodné na osídlení na dřevo vázanými živočichy.

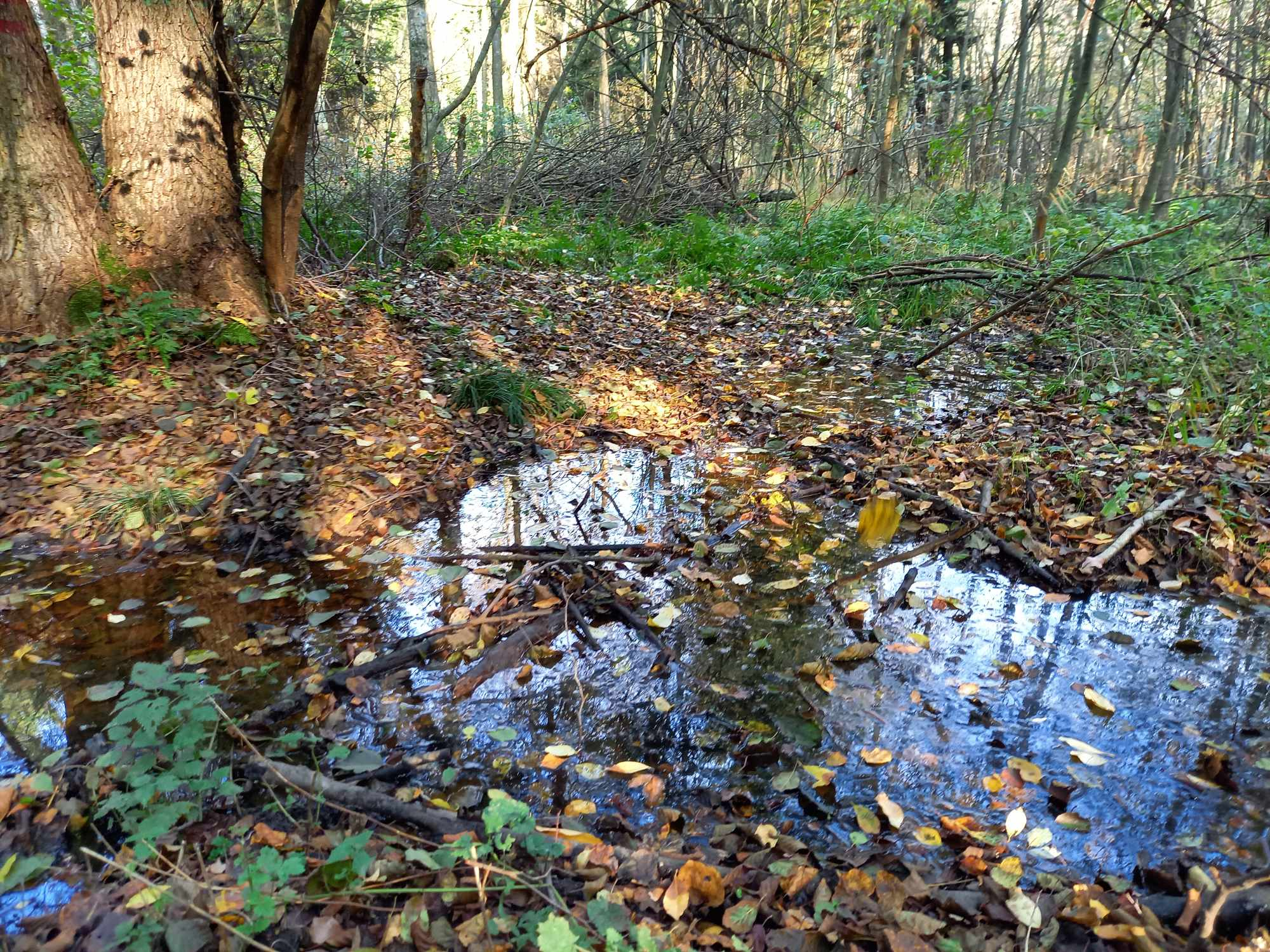
Koryto Blatovského potoka

Nebude pročišťováno koryto Blatovského potoka ani jeho přítoku, ani na ně napojených odvodňovacích struh. 
V severozápadní části území se nachází zarůstající louka vedená jako lesní území, kde se zachovala hodnotná luční společenstva. Plochu je nutné pro jejich zachování kosit jednou za rok až dva, což už deset let probíhá. Seká se pouze jednotlivě nebo kotlíkovou sečí. Pokosená hmota se odstraňuje.

## Turistika
Kolem přírodní památky Prameniště Blatovského potoka vede modře značená turistická trasa 1003 z Uhříněvsi do Klánovic. Klánovickým lesem také vedou další značené turistické stezky, dva cyklistické okruhy a naučná stezka dlouhá přibližně 12,5 kilometru a se sedmnácti zastávkami. Naučnou stezku vytvořili členové ZO ČSOP Stopa Klánovice a její dětský turisticko-přírodovědný oddíl Stopa.
Přibližně 1,5 km od chráněné oblasti je železniční zastávka Praha-Klánovice s pravidelnými vlakovými spoji na pražské Masarykovo nádraží.